# Justus van Effen
Justus van Effen, né à Utrecht le 21 février 1684 et mort à Bois-le-Duc le 18 septembre 1735, est un écrivain néerlandais, qui écrivit principalement en français mais a également apporté des contributions cruciales à la littérature néerlandaise. 

## Biographie
Son père meurt en 1699 alors qu'il vient tout juste de commencer ses études, il se voit donc obligé de trouver du travail et devient le tuteur des enfants de familles riches. Il commence à travailler pour une veuve française puis entre au service du baron Arent van Wassenaer Duivenvoorde grâce à qui il va en 1709 assister au couronnement de George I de Grande-Bretagne.
Il fait partie de l'équipe des collaborateurs du Journal littéraire de La Haye, avec Prosper Marchand, s'Gravesande, Sallengre, Alexandre et Saint-Hiacynthe. Il est le seul membre de cette équipe à travailler encore à ce périodique après 1715, et ce jusqu'en 1718. Les archives de ce Journal sont conservées dans le fonds Prosper Marchand à la bibliothèque universitaire de Leyde (voir Christiane Berkvens-Stevelinck, avec la coll. d'Adèle Nieuweboer, Catalogue des manuscrits de la collection Prosper Marchand, Leyde, E.J. Brill, Universitaire Pers Leiden, 1988).
De 1715 à 1727, il est secrétaire à l'ambassade des Pays-Bas à Londres, où il devient membre de la "Royal Society" (institution fondée à Londres en 1660 qui a pour but de promouvoir les sciences). Il y est chargé de répandre les idées de Joseph Addison et Richard Steel, les deux fondateurs du journal "The spectator" qui suscitent chez lui une grande admiration. Aussi il créera des imitations de leur journal : d'abord en français en 1725 avec "Le spectateur français" puis dans sa langue maternelle en 1731 avec "De Hollandsche spectator". Il y publie des dessins et textes moralisateurs sur la vie quotidienne des Néerlandais où il critique des figures comme le provincial et la ménagère mais aussi des défauts communs à toutes les classes sociales comme l'excès (dans le purisme, le patriotisme, la consommation de nourriture et d'alcool...).
Il entre au service de Bernard van Werderen en 1716 puis après un voyage en Suède où il vit à la cour de la reine Ulrica Eleonore de Suède, il devient le précepteur de Jacob Maarten Huysman avec qui il va partir à Leyde faire des études de droit. Il soutiendra la thèse qu'ils auront écrite ensemble "la punition par le vol" en 1727. La même année il assiste au couronnement de George II de Grande-Bretagne avec son ancien élève van Werderen. 
Il travaillera par la suite en tant que commis dans le magazine Land's Houseware grâce à van Werderen et aura enfin le budget nécessaire pour se marier en 1732, bien qu'ayant déjà deux enfants à cette date.
Il mourra d'un cancer de l'estomac trois ans plus tard.
Ce qui lui a valu la gloire ce sont ses efforts littéraire et journalistiques.  

## Œuvres
Il a rédigé :
- le Misanthrope (1711), feuille périodique dans le genre du Spectateur d'Addison,
- le Journal littéraire de La Haye,
- le Spectateur hollandais (en néerlandais), 1731-35.

Il a en outre traduit de l'anglais en français :
- les Voyages de Robinson Crusoé,
- le Mentor moderne d'Addison,
- le Conte du tonneau de Swift,
- les Pensées libres de Mandeville.

On a encore de lui un Parallèle burlesque d'Homère et de Chapelain, qui se trouve à la fin du Chef-d'œuvre d'un inconnu, de Saint-Hyacinthe.
« Vous écrivez passablement pour un étranger, mais le goût du terroir ne se perd jamais à vos transpositions forcées, à vos constructions louches, à vos termes impropres et bas, nous reconnaîtrons toujours que notre langue ne vous est pas naturelle. » (François-Denis Camusat à Justus van Effen)

## Source
- (nl) Justus van Effen, Uit de Hollandsche Spectator : een bloemlezing, éd. P. Maassen, La Haye, Nijhoff, 1980, 64 p.  (ISBN 9789024723614)